# EN 16034
EN 16034 е европейски стандарт, който определя техническите характеристики за устойчивост на огън и/или управление на дим на продукти, по-известни в разговорния език като пожаро- и димоустойчиви врати. Спазването на този стандарт се съчетава с изпълнението на изискванията на Регламент за строителните продукти (ЕU) № 305/2011 (съкратено РСП), който се отнася за всички строителни продукти, пуснати на пазара на ЕС, предназначени за трайно влагане в строежите.
Основната цел на РСП е да се премахнат техническите бариери пред търговията със строителни продукти в рамките на вътрешния пазар. Това се постига чрез разработването и приемането на общи европейски технически спецификации (хармонизирани стандарти за продукти и европейско техническо одобрение (ETA), в случаите, когато все още няма хармонизиран продуктов стандарт). 
С въвеждането на EN 16034 противоречащите национални стандарти ще бъдат отменени в преходен период от 3 години (период на едновременно съществуване). Производителите ще могат да продават своите продукти в цяла Европа, като се спазва единна обща спецификация, призната и приета от всички държави членки, вместо да се налага да правят изпитвания и да се съобразяват с различни национални стандарти.
EN 16034 ще бъде въведен на национално ниво от националните органи по стандартизация. Противоречащите национални стандарти и/или национални разпоредби трябва да бъдат отменени, след като приключи периодът на едновременно съществуване. Националните издания на стандарта получават специалното означение от националния орган по стандартизация, като префикс – например DIN EN 16034 в Германия, UNI EN 16034 в Италия или БДС EN 16034 в България.
Продуктите, които са в обхвата на EN 16034, трябва да бъдат маркирани със знака СЕ, когато се пускат на пазара. Маркировката СЕ дава възможност за свободна търговия в рамките на всички държави членки. Това е голяма промяна, тъй като поставянето на маркировката, съгласно разпоредбите на старата Директива за строителните продукти (CPD), (заменена от Регламента за строителните продукти (РСП)), погрешно се смяташе за доброволна. 

## Най-нови актуализации
- Към 18 октомври 2016 г. Европейската комисия все още не е публикувала окончателния вариант на пояснителното писмо за начина, по който EN 16034 ще бъде прилаган. Ето каква е известната до момента информация:
  - EN 16034 ще бъде публикуван с бележка под линия, която обяснява, че към момента може да се прилага само в комбинация със стандартите EN 14351-1 (за външни врати) или EN 13241-1 (за промишлени врати).
  - Маркировката СЕ ще трябва да се отнася и за двата стандарта. Как това ще бъде изпълнено на практика, все още не е обяснено.
  - EN 14351-1 най-накрая е променен и ограниченията, които не се отнасят за пожароустойчивите врати, бяха премахнати.
  - Европейската комисия изрично заяви, че нотифицираните органи, които не спазват споменатото по-горе (особено за комбинираното използване на наличните стандарти [EN 16034 + EN 14351-1 или EN 16034 + EN 13241-1]), ще бъдат спирани, заради издаване на непълни или подвеждащи сертификати.
  - Комисията, също така, ще преследва производители, които не посочват начина на използване на вратите, нито на пожароустойчивите врати за външна употреба, нито на пожароустойчивите врати за промишлена употреба.
  - За да може да издава сертификат за надзор, нотифицираният орган ще трябва да притежава нотификация и за двата стандарта.
- 6 юни 2016 г. Публикуването на стандарта ще се случи на два етапа. Първо, Официалният вестник на европейски съюз (OJEU) ще го публикува през юни 2016, а през октомври 2016 г. се очаква втора публикация, която ще определи на условията за използване на EN 16034.
- 10 юни 2016 – Публикация в Официалния вестник на Европейския съюз 2016 /C 209/03. Отлагане на датата за публикуване на приложението на стандарта за 1 ноември 2016 г. Край на периода на едновременно съществуване на 1 ноември 2016 г.[4]

### Очаквано
Втората публикация в Официалния вестник на Европейския съюз (вижте раздел „Най-нови актуализации“) трябва да обясни, че EN 16034 може да се използва единствено съвместно с един от следните продуктови стандарти: EN 14351-1 (за външни пешеходни врати), PrEN 14351-2 (за вътрешни пешеходни врати), EN 13241 (за промишлени, гаражни, търговски врати) и EN 16361 (за автоматични пешеходни врати).
PrEN 14351-2 все още е в процес на преразглеждане и все още не е официален стандарт. Официално гласуване (UAP) не е проведено и все още има точки за изясняване от консултантите на европейския стандартизационен орган CEN. Очаква се поне една година забавяне (считано от юни 2016 г.).
EN 16361 е публикуван, но все още не се е появил в Официалния вестник на ЕС. Стандартът ще да бъде въведен от Европейската комисия с „делегиран акт“. Не се очакват новини за него до февруари 2017.

### Тълкуване на актуалната ситуация
Повечето пожароустойчиви врати се използват като вътрешни (около 90% от европейския пазар, по отношение на количеството). Като се има предвид, че EN 16034 може да се използва само в съчетание с други стандарти (за вътрешни, външни, автоматични пешеходни врати, промишлени врати) и тъй като, стандартът за вътрешни врати е в процес на разработване (PrEN 14351-2), датата за въвеждане 1 ноември няма да промени нищо за сектора. Повечето пожароустойчиви врати все още не могат да носят маркировката CЕ. 

## История
През 1994 г. Европейската комисия с мандат М/101 покани европейските органи по стандартизация CEN и CENELEC да изготвят общ европейски стандарт за врати с характеристики устойчивост на огън и управление на дим. През 2015 г. окончателният вариант на стандарта е публикуван с код EN 16034 в Официалния вестник на Европейския съюз.

## Обхват
Този европейски стандарт определя изискванията за безопасност и експлоатация, приложими за всички продукти с характеристики устойчивост на огън и/или управление на дим, предназначени за използване като прегради срещу огън и/или дим, и/или аварийни изходи, които могат да бъдат:
- промишлени, търговски и/или гаражни комплекти врати
- ролетни врати или гъвкави завеси
- комплекти пешеходни врати и/или отваряеми прозорци, и/или контролни люкове, които са шарнирно окачени или се плъзгат

и също така:
- се отварят и се самозатварят
- обикновено са отворени, но се самозатварят в случай на пожар или дим
- обикновено са заключени в затворено положение

и са допълнени:
- със строителен обков
- с или без страничен панел, горен панел и/или шурцов панел
- с или без панел за наблюдение в крилата на вратите
- с или без уплътнения

### Изключения
Този европейски стандарт не обхваща:
- неподвижни прозорци
- врати, произведени с компоненти от няколко източника, без да е посочен производител, отговорен за крайния продукт

## Характеристики на продукта
EN 16034 обхваща няколко основни характеристики, свързани с предназначението на строителния продукт, които се отнасят конкретно до:
- Устойчивост на огън, която осигурява „непроницаемост“ (E), "непроницаемост и изолация“ (EI1, EI2) или „непроницаемост и излъчване" (EW) за определен период от време, изразено в минути
- Управление на дим, за да предотврати разпространение на дим при средна температура (S200) или при температура на околната среда (Sa)
- Способност за освобождаване от евентуално устройство за задържане в отворено положение (т.е. електромагнитно устройство), така че да осигури надеждно затваряне
- Дълготрайност на способността за освобождаване
- Самозатваряне в рамките на касата без човешка намеса (C)
- Дълготрайност на самозатваряне при деградацията (C + цифра 0 – 5, според цикъла)
- Дълготрайност на самозатваряне при стареене (корозия)

## Изпитване и класификация
Всички характеристики в обхвата на стандарта EN 16034 се определят с изпитване, извършено от независима трета страна (нотифициран орган за изпитване), под ръководството на нотифицирания орган за сертификация на продуктите, който отговаря за тълкуването и класификацията на резултатите, получени при изпитването. 
Преди да бъде подложен на проверката за устойчивост на пожар и/или управление на дим, образецът трябва да се подложи на изпитване за предварителна подготовка, което се извършва при:
- най-малко 25 цикъла на отваряне/затваряне
- най-малко 5000 цикъла на отваряне/затваряне, когато се използват инертни материали в конструкцията на вратата (т.е. гипсокартон)

След това различните характеристики се оценяват:
| Характеристика                                   | Стандарт за изпитване                                         | Стандарт за класификация         | Клас                     |
| ------------------------------------------------ | ------------------------------------------------------------- | -------------------------------- | ------------------------ |
| Огън                                             | EN 1634-1                                                     | EN 13501-2                       | E, EI1, EI2, EW + минути |
| Дим                                              | EN 1634-3                                                     | EN 13501-2                       | Sa, S200                 |
| Възможност за освобождаване                      | EN 1634-1 или EN 1634-3                                       | (освобождаване)                  |                          |
| Дълготрайност на освобождаващото действие        | EN 1155 или EN 14637                                          | (задържане в свободно състояние) |                          |
| Самозатваряне и дълготрайност на самозатварянето | EN 1191 (пешеходни) или EN 12605 (промишлени комплекти врати) | ЕN 13501-2                       | C + клас 1 – 5           |

## Процедура
Врати, порти и прозорци, които попадат в обхвата на EN 16034, са предмет на система 1 за Оценяване и проверка на постоянството на експлоатационни характеристики (AVCP). Това означава, че производителят се намира под надзора на нотифициран Надзорен орган, който отговаря за непрекъснатото наблюдение и оценка на производствения контрол в предприятието (FPC). 

### Първоначално изпитване на типа (ITT)
Производителят трябва да реши какво е предназначението на неговия продукт (обхват). Въз основа на това нотифицираният продуктов сертифициращ орган (НПСО) ще задейства програма за изпитване (групиране на различни видове продукти в семейства от продукти), която трябва успешно да премине през нотифицирана лаборатория за изпитване. За всяко проведено изпитване трябва да има доклад. Нотифицираната лаборатория може, но не трябва да е идентична с НПСО. 
След това, получените резултати се разглеждат и класифицират от НПСО и евентуално се допълват с „област на пряко приложение“ и „разширена област на приложение“, така че да се допуснат различни размери, използване на различни обкови и т.н.

### Фабричен производствен контрол (FPC)
След успешното изпитване и оценяване на продукта, сертифициращият орган (СО) инспектира предприятието (първоначална проверка) и оценява системата за фабричен производствен контрол (т.е. ISO или подобен). Ако проверката мине успешно, СО издава „сертификат за постоянството на експлоатационните характеристики“. Въз основа на него се издава „Декларация за експлоатационни показатели“ (DoP), която позволява на производителя да постави маркировка CE върху продуктите си. 
Производителят, освен това, е отговорен за тестването на допълнителни образци, взети директно от предприятието, за да запази и поддържа валиден своя "Сертификат за постоянството на експлоатационните показатели“ и да може да продължи използването на маркировката CE.

### Протокол за класификация в съответствие с EN 13501-2
Този протокол класифицира продуктите въз основа на извършените изпитвания, описва подробно използваните компоненти и определя границите на продуктовата система чрез „областта на пряко приложение“. В областта на прякото приложение се изброяват възможните замени на компоненти и отклонения от тестваните модели. Тя е много ограничена и позволява промени, само в строго определени граници. 

### Протокол EXAP (разширена област на приложение)
Протоколът EXAP, съгласно серията EN 15269, определя позволените промени в изпитваните образци (т.е. увеличаване на размерите, взаимозаменяемост на материали, обков на вратите, конструктивни детайли,...). Подробните правила за избор на всеки подходящ материал, са описани в съответната част на серията EN 15269. Към момента, следните протоколи EXAP са изготвени или в процес на подготовка: 
| Стандарт      | Описание                                                                   | Статут на стандарта |
| ------------- | -------------------------------------------------------------------------- | ------------------- |
| EN 15269-1    | Общи изисквания                                                            | Публикуван          |
| EN 15269-2    | Шарнирно-окачени и въртящи се около централна ос стоманени комплекти врати | Публикуван          |
| EN 15269-3    | Шарнирно-окачени и въртящи се около централна ос дървени комплекти врати   | Публикуван          |
| prEN 15269-4  | Стъклени врати                                                             | Проект              |
| EN 15269-5    | Стъклени врати с метални рамки                                             | Публикуван          |
| prEN 15269-6  | Плъзгащи се дървени врати                                                  | Публикуван          |
| EN 15269-7    | Плъзгащи се стоманени врати                                                | Публикуван          |
| prEN 15269-8  | Сгъваеми дървени врати                                                     | Проект              |
| prEN 15269-9  | Сгъваеми стоманени врати                                                   | Проект              |
| EN 15269-10   | Стоманени ролетни врати                                                    | Публикуван          |
| prEN 15269-11 | Гъвкави завеси                                                             | Проект              |
| EN 15269-20   | Врати за управление на дим                                                 | Публикуван          |

### Възлагане на подизпълнители
За да е възможна „повторна употреба“ на изпитваните продукти, производителят може да подпише договор с фирма, обслужваща системата, като ѝ делегира права върху продуктите си (аутсорсинг, франчайз). Продуктите с характеристика устойчивост на огън и управление на дим се контролират от система AVCP 1. Фирмата, обслужваща тази система, трябва самостоятелно да мине през фабричния производствен контрол (FPC) и през постоянния надзор на нотифициран надзорен орган. Фирмата, обслужваща системата, може да избегне първоначалното изпитване на продукта, като използва повторно протокола за класификация и за разширената област на приложение, извадени от производителя. 

### Маркировка СЕ
Продукти, сертифицирани съгласно EN 16034, в комбинация с EN 14351-1 (външни пешеходни врати, PrEN 14351-2 (вътрешни пешеходни врати), EN 13241 (промишлени, гаражни, търговски врати) и EN 16361 (автоматични пешеходни врати), могат да бъдат маркирани с СЕ, в съответствие с чл. 30 от Регламент (ЕО) № 765/2008. Маркировката СЕ се поставя преди продукта да бъде пуснат на пазара, заедно със следната информация:
1. Нотифициран сертифициращ орган
2. Името на производителя
3. Адреса на производителя
4. Последните две цифри на годината, в която е получен сертификатът
5. Номера на декларацията за експлоатационни показатели (DoP)
6. Приложения хармонизиран/и стандарт /и (в този случай EN 16034 + един от 4-те по-горе споменати)
7. Уникалния идентификационен код на продукта
8. Предназначението на продукта
9. Декларираните класове

### Декларация за експлоатационни показатели (DoP)
EN 16034 изисква предоставянето на Декларация за експлоатационни показатели (DoP), като всеки клиент или потребител трябва да има достъп до нея.
DoP съдържа всички съществени характеристики на продукта, както се изисква от EN 16034. Производителят трябва да декларира поне една характеристика с резултат. Другите характеристики могат да бъдат декларирани като NPD (Неустановен експлоатационен показател). 
DoP трябва да се предоставя с всеки доставен продукт или на хартиен носител, или по електронен път на езика/ците на съответната държавата членка.
16. Декларацията за експлоатационни показатели (DoP) за продукти с характеристика устойчивост на огън или управление на дим, трябва да съдържа поне следните данни:
• позоваване на типа продукт • позоваване на системата „AVCP 1“ • вписване на съответния хармонизиран стандарт „EN 16034“ • предвидена употреба на строителния продукт • списък на съществените характеристики за декларираната предвидена употреба и неговите съответни експлоатационни показатели

## Разлики с други системи за сертифициране

### Нормативни справки
Европейските серии изпитвания за устойчивост на огън на комплекти врати се основават на сериите изпитвания за стандарти EN 1634-1 (описва основните принципи за изпитванията за устойчивост на огън и управление на дим на вратите), сериите изпитвания за стандарти EN 1363 (общите изисквания на изпитанието и пещта) и класификационния стандарт EN 13501-2 (определя класовете за устойчивост на огън).
Американските изпитвания за устойчивост на огън на вратите се основават на: NFPA 252 „Стандартни методи за изпитване на устойчивост на огън на комплекти врати“, на UL 10B „Изпитвания за устойчивост на огън на комплекти врати“ и UL 10C „Свръхналягане при изпитване за устойчивост на огън на комплекти врати“. 
Съществуват големи разлики по отношение на: изпитване на посоки на отваряне (Стандартът EN изисква и двете страни да бъдат тествани, а UL само едната страна), позволени видове стени (EN изброява 3 вида стени, а UL не прави никаква разлика), разрешени температури на повърхността (UL измерва само през първите 30 минути, докато EN измерва по време на цялото изпитване) и позволени норми на възпламеняване (EN не допуска възпламеняване, а UL позволява няколко вида и продължителност на възпламеняването). Друга основна разлика е отношението към взаимозаменяемостта на компонентите като брави, панти и каси на вратите. Стандартът EN изисква всяка комбинация да се изпитва като едно цяло, а за UL е достатъчно компонентът да бъде изпитван отделно от комплекта на вратата. Освен това, стандартът EN се различава от UL и по отношение на увеличаването на размерите. EN позволява само ограничен брой триизмерни увеличения, но изисква в тези случаи допълнително време за изпитване и по-добри стойности на остатъчните междини. Стандартът UL не позволява увеличение на размера на вече изпитана врата, но разрешава намаляването на размера без никакви ограничения. UL изисква в края на изпитването за устойчивост на огън, изпитване със струя, като тя е насочена към комплекта. Водата не трябва да прониква от другата страна, а вратата трябва да издържи на удара ѝ. Стандартът EN не изисква изпитване със струя. 

### Разлики по отношение показателя време в пещта / температурна крива
Разликите между двата стандарта UL 10B и EN 1363-1 по отношение на времето в пещта (температурната крива) се изразяват в следното: стандартът UL е най-строг около 20-а минута. Между 10-а и 30-а минута, температурата на пещта е леко завишена. А според стандарта ЕN, температурата на пещта преди 10-а и след 30-а минута трябва да е по-висока.
| Тестов период | NFPA 252 / UL 10B Температура | NFPA 252 / UL 10B Температура | EN 1363-1 Температура     | EN 1363-1 Температура     |
| В минути      | Температура на пещта в °C     | Температура на пещта в °F     | Температура на пещта в °C | Температура на пещта в °F |
| ------------- | ----------------------------- | ----------------------------- | ------------------------- | ------------------------- |
| 5             | 538                           | 1000                          | 576                       | 1069                      |
| 10            | 704                           | 1300                          | 678                       | 1252                      |
| 30            | 843                           | 1550                          | 872                       | 1548                      |
| 45            | 892                           | 1638                          | 902                       | 1656                      |
| 60            | 927                           | 1700                          | 945                       | 1733                      |
| 120           | 1010                          | 1850                          | 1049                      | 1920                      |
| 240           | 1093                          | 2000                          | 1153                      | 2107                      |

Позволеният брой грешки, изразен в проценти, в кривата на температурата на пещта, е по-ограничен според стандарта UL, до 20-а минута. А стандартът EN e по-строг след 20-а минута.
| Тестов Период        | NFPA 252 и UL 10B | EN 1363-1    |
| -------------------- | ----------------- | ------------ |
| От 5 до 20 минути    | 10,0%             | 15,0 – 10,0% |
| От 21 до 60 минути   | 10,0%             | 9,5 – 2,51%  |
| От 61 до 120 минути  | 7,5%              | 2,5%         |
| Повече от 120 минути | 5,0%              | 2,5%         |

### Разлика в изискването за неутрално налягане
Изискванията за неутрално налягане на пещите са по-строги при стандарта EN 1363-1, отколкото при UL 10С. Според стандарта EN пещта работи така, че равнината на неутралното налягане (нулево налягане) се намира на 500 mm (по-малко от 20 инча) над условното ниво на пода. Независимо от това, налягането в горната част на тествания образец не трябва в нито един момент да се надвишава 20 Pa. (Виж EN 1363-1 ал. 5.2.2.1)
Според стандарта UL 10C, „неутралната равнина на пещта трябва да се намира най-много на 40 инча (1016 mm) от долната част на тествания образец. Налягането, което се поддържа в горната една трета част на комплекта врата, не трябва да надвишава 0,08 инча H2O (воден стълб 20 Pa), върху която и да е част от тествания образец“ (Виж:.UL 10С ал. 11.2 и 11.3 ал). Според стандарта UL 10В, налягането в камерата на пещта трябва да бъде 0 +/- 0,01 инча H2O в горната част на вратата.

### Разлики при изпитването на посоките на отваряне
За изолирани стоманени врати, стандартът EN 1634-1 изисква изпитване на двете посоки на отваряне извън пещта и вътре в пещта. А стандартът UL 10C изисква само ориентировъчно изпитване вътре в пещта.

### Разрешени видове стени
Стандартът EN въвежда концепцията за стандартни опорни (поддържащи) конструкции (най-вече различни видове стени). Това са конструкции, при които изпитвания образец може да бъде изграден. Установените стандартни поддържащи конструкции са: 
- Твърда конструкция с висока плътност: блокове (бетонни, циментови и др.подобни материали), зидария или хомогенна бетонна стена
- Твърда конструкция с малка плътност: газобетонна стена
- Гъвкава конструкция: гипсокартон със стоманен профил

Стандартът UL не упоменава изрично подобни поддържащи конструкции.

### Непроницаемост и температури на повърхността
Стандартът UL изисква да бъдат отчетени температурите на неизложената на пожар повърхност, само през първите 30 минути от изпитанието. Устойчивите на пожар врати след това се класифицират, според повишаването на температурата: 250 °F, 450 °F или 650 °F, респективно 121,11 °C, 232,22 °C и 343,33 °C. 
Стандартът EN изисква критерият за непроницаемост на вратата да бъде изразен чрез броя минути, за които образецът продължава да поддържа разделителна способност по време на изпитанието, без да развива температури над първоначалната средна температура на неизложената повърхност:
- повишаване на средната температура с не повече от 140 °С (284 °F)
- и повишаване на температурата на всяка точка с не повече от 180 °C (356 °F).

Целта на измерването на средната температура на неизложената повърхност е да се определи общото ниво на изолация на образеца за изпитване, като се игнорират конкретни горещи точки. Целта на максималното измерване на температурата на неизложената повърхност е да се определи нивото на изолация в онези точки, където се очаква да се появят по-високи температури. За изясняване значимостта на температурата на повърхността, отидете в YouTube и търсете „7Afz5sy2808“.

### Разлики в измерването на възпламеняването
Стандартът EN 1363-1 изисква образецът да продължава да поддържа своята разделителна способност по време на изпитването, без да:
- причини възпламеняването на памук
- позволява проникване на коничен луфтомер (да не се образува отвор)
- причини възникване на пламък за повече 10 секунди във всеки момент от изпитването

Стандартът UL 10В изразява следното относно възпламеняването:
- Не трябва да възниква възпламеняване върху неизложената повърхност на комплекта врати през първите 30 минути от процеса на класификация.
- След 30 минути, може да се появи по ръбовете на вратата непрекъснат пламък [дълъг 6 инча (152 mm)] за период не повече от 5 минути.
- Пламък може да се появи през последните 15 минути от процеса на класификацията по неизложената повърхност на вратата, когато е на разстояние от 1½ инча (38,1 mm) от ръба на вертикалния ръб на вратата, на 3 инча (76,2 mm) от горния ръб на вратата и на 3 инча (76,2 mm) от горния ръб на рамката на панела за наблюдение (виж: UL 10B, част 13.1).

Трябва да се има предвид и щатския стандарт UL 10C:
- Не трябва да възниква възпламеняване по неизложената повърхност на комплекта врати, нито образецът трябва да пропуска преминаването на горещи газове в количество, достатъчно да възпламени памук.
- Изключение No. 1: Позволено е възникване на пламък за не повече от 10 секунди
- Изключение No. 2: След 30 минути се позволява наличие на пламък [не по-дълъг от 6 инча (152 mm), нито да гори повече от 5 минути по ръбовете на вратите].
- Изключение No. 3: Пламък, през последните 15 минути от процес на класификация (45 минути или по-дълъг), се разрешава на неизложената повърхност на вратата, когато е на разстояние не повече от 1 1/2 инча (38,1 mm) от вертикалния ръб на вратата, не повече от 3 инча (76,2 mm) от горния ръб на вратата и не повече от 3 инча от горния ръб на рамката на панела за наблюдение.

### Взаимозаменяемост на компоненти
Американският стандарт UL позволява индивидуално сглобяване на комплекта от различни компоненти като панти, брави, каси, крила и т.н., при условие, че всеки компонент отговаря на стандарта и е минал през изпитване. Това не важи за стандарта EN. Въпреки че за всеки компонент има отделно изпитване, стандартът ЕN допуска само цялостната конструкция, която е минала през изпитване. Следователно, взаимозаменяемостта на панти, брави, дебелина на стоманени ламарини и т.н., не е възможно без допълнителни изпитвания. 

### Метод на изпитване със струя
За разлика от EN, стандартите UL 10B и 10C, изискват изпитване със струя, което измерва целостта на образеца след излагане на огън. В рамките на 3 минути (според UL 10В, а UL 10C предвижда 1½ минути) след прекратяване на теста за устойчивост на огън, изпитваната врата се излага на удара, ерозията и охлаждащия ефект, предизвикани от струята. Първоначално струята се насочва към центъра на комплекта, а после и към останалите части на изложената повърхност (според модела на апарата за пяна, определен от стандартите UL 10В и UL 10C). Струята може да предизвика пропускливост, счупване, разместване на части или гланциране но повърхността на комплекта. (Виж: UL 10C, част 12.1 и част 10.1.). 